# NGC 4897
NGC 4897 (również PGC 44829 lub UGCA 316) – galaktyka spiralna z poprzeczką (SBbc), znajdująca się w gwiazdozbiorze Panny. Odkrył ją Wilhelm Tempel 21 kwietnia 1882 roku. Należy do galaktyk Seyferta typu 2.